# Tegenlicht (roman)
Tegenlicht is de eerste roman van de Nederlandse thrillerauteur Esther Verhoef. Verhoef schreef het boek in een kamer in de binnenstad van haar geboortestad Den Bosch, waar ze anderhalf jaar aan de roman werkte, van mei 2010 tot vlak voor kerstmis 2011... Hoewel het boek niet autobiografisch is, heeft Verhoef wel haar eigen jeugd en latere ervaringen van vakanties in het verhaal verwerkt. Op een vakantie naar La Palma kreeg Verhoef de eerste ideeën voor de verhaallijn.
In het boek lopen twee verhaallijnen door elkaar heen, die van het kind Vera en die van de volwassen vrouw Vera, die uiteindelijk samen de wereld van hoofdfiguur Vera Zagt beschrijven. Het verhaal speelt in Den Bosch en omgeving.

## Cover
Verhoef maakte zelf de foto op de omslag, in 2000, van haar nichtje Joy. Joy ontving het eerste exemplaar van het boek op de boekpresentatie.

## NS Publieksprijs
Nadat Verhoef al in 2011 de NS Publieksprijs had gewonnen, is ze in 2012 wederom genomineerd met Tegenlicht.

## Vertaling
De rechten van het boek zijn verkocht aan de Duitse uitgeverij btb Verlag, die eerder al thrillers van Verhoef in het Duits heeft vertaald.